# Круглов Віктор Михайлович
Круглов Віктор Михайлович (рос. Круглов Виктор Михайлович, нар. 19 січня 1955, Подольськ) — радянський футболіст, що грав на позиції захисника за московські «Торпедо» і ЦСКА, а також за національну збірну СРСР.

## Клубна кар'єра
У дорослому футболі дебютував 1975 року виступами за команду «Торпедо» (Москва), в якій провів шість сезонів, взявши участь у 154 матчах чемпіонату.  Більшість часу, проведеного у складі московського «Торпедо», був основним гравцем захисту команди.
Протягом 1982—1983 років захищав кольори клубу ЦСКА (Москва), після чого повернувся до «Торпедо», кольори якого захищав до припинення виступів на полі у 1986 році.

## Виступи за збірну
1976 року дебютував в офіційних матчах у складі національної збірної СРСР.
Загалом протягом кар'єри в національній команді, яка тривала два роки, провівши у її формі 4 матчі.
| Дата       | Місто          | Господарі | Результат | Гості | Турнір            | Голи | Примітки |
| ---------- | -------------- | --------- | --------- | ----- | ----------------- | ---- | -------- |
| 28/11/1976 | Буенос-Айрес   | Аргентина | 0 – 0     | СРСР  | товариський матч  | -    |          |
| 01/12/1976 | Ріо-де-Жанейро | Бразилія  | 2 – 0     | СРСР  | товариський матч  | -    |          |
| 23/03/1977 | Белград        | Югославія | 2 – 4     | СРСР  | товариський матч  | -    |          |
| 30/04/1977 | Будапешт       | Угорщина  | 2 – 1     | СРСР  | Відбір до ЧС 1978 | -    | 32'      |
| Усього     |                | Матчів    | 4         |       | Голів             | 0    |          |

## Титули і досягнення
- Чемпіон СРСР (1):

«Торпедо» (Москва): 1976 (осінь)